# Campeonato de España Open de Primavera de Natación 2019
El XX Campeonato de España Open de Primavera de Natación se celebró en Sabadell entre el 6 y el 10 de abril de 2019 bajo la organización de la Real Federación Española de Natación (RFEN) y el Club Natació Sabadell.
Este campeonato fue clasificatorio para el Campeonato Mundial de Natación de 2019. Las competiciones se realizaron en el Centre Can Llong de la ciudad catalana.

## Resultados

### Masculino
| Evento                 | Oro                                              | Plata                                            | Bronce                                                |
| ---------------------- | ------------------------------------------------ | ------------------------------------------------ | ----------------------------------------------------- |
| 50 m libre (10.04)     | Bruno Ortiz-Cañavate Real Canoe N. C. 22,79      | Francesco Lamberto Catalano Vittoria Alata 22,92 | Teiki Dupont C. N. Ciudad de Murcia-Los Olivos 23,21  |
| 100 m libre (08.04)    | Cristian Quintero Trojan S. C. 49,52             | Bruno Ortiz-Cañavate Real Canoe N. C. 49,53      | Moritz Berg Real Canoe N. C. 49,77                    |
| 200 m libre (10.04)    | Miguel Durán C. N. Terrassa 1:48,88              | Francisco Arévalo Real Canoe N. C. 1:49,44       | Moritz Berg Real Canoe N. C. 1:50,64                  |
| 400 m libre (06.04)    | Miguel Durán C. N. Terrassa 3:49,11              | Marcos Rodríguez C. N. Santa Olaya 3:51,66       | Ferran Julià C. E. Mediterrani 3:54,45                |
| 800 m libre (09.04)    | Miguel Durán C. N. Terrassa 8:00,92              | Albert Escrits C. N. Sant Andreu 8:03,08         | Marcos Rodríguez C. N. Santa Olaya 8:05,80            |
| 1500 m libre (07.04)   | Albert Escrits C. N. Sant Andreu 15:18,28        | Raúl Santiago C. N. Metropole 15:26,28           | Alejandro Puebla C. N. Cartagonova-Cartagena 15:31,65 |
| 50 m espalda (10.04)   | Juan Francisco Segura Real Canoe N. C. 25,13     | Jorge Martín C. D. SEK 26,00                     | Sergio Campos C. N. Santa Olaya 26,12                 |
| 100 m espalda (07.04)  | Hugo González Real Canoe N. C. 55,39             | Manuel Martos C. D. H2O El Ejido 55,89           | Nicolás García C. D. Gredos San Diego 56,29           |
| 200 m espalda (09.04)  | Hugo González Real Canoe N. C. 1:58,62           | Manuel Martos C. D. H2O El Ejido 1:59,05         | Nicolás García C. D. Gredos San Diego 2:00,57         |
| 50 m braza (08.04)     | Sergio Ortega C. D. Gredos San Diego 27,98       | Martín Melconian C. N. Alcobendas 28,46          | Mario Navea C. N. Sant Andreu 28,53                   |
| 100 m braza (10.04)    | Joan Ballester C. E. Mediterrani 1:02,58         | Mario Navea C. N. Sant Andreu 1:02,59            | Martín Melconian C. N. Alcobendas 1:02,98             |
| 200 m braza (07.04)    | Joan Ballester C. E. Mediterrani 2:13,66         | Álex Castejón C. N. Sabadell 2:13,81             | Carles Coll C. N. Tàrraco 2:14,35                     |
| 50 m mariposa (06.04)  | José Manuel Valdivia C. N. Madrid Moscardó 23,98 | Alberto Lozano C. N. Sant Andreu 23,99           | Beltrán Rodríguez Real Canoe N. C. 24,13              |
| 100 m mariposa (10.04) | Alberto Lozano C. N. Sant Andreu 53,34           | Javier Rivas Real Canoe N. C. 53,92              | Adrián Curbelo C. N. Metropole 54,31                  |
| 200 m mariposa (08.04) | Francisco Javier Chacón C. N. Alcalá 1:58,10     | Joan Lluís Pons C. N. Sant Andreu 2:00,26        | Javier Aguilar S. D. Anaitasuna 2:00,93               |
| 200 m estilos (08.04)  | Hugo González Real Canoe N. C. 2:02,29           | Marc Sánchez C. N. Sabadell 2:02,44              | Francho Artal C. N. Sant Andreu 2:04,50               |
| 400 m estilos (10.04)  | Francisco Javier Chacón C. N. Alcalá 4:17,98     | Álex Castejón C. N. Sabadell 4:20,47             | Joan Lluís Pons C. N. Sant Andreu 4:22,65             |

### Femenino
| Evento                 | Oro                                           | Plata                                                              | Bronce                                         |
| ---------------------- | --------------------------------------------- | ------------------------------------------------------------------ | ---------------------------------------------- |
| 50 m libre (09.04)     | Lidón Muñoz C. N. Sant Andreu 25,49           | Juliette Dumont · Bélgica · 25,73                                  | Carmen Herrero Real Canoe N. C. 25,97          |
| 100 m libre (07.04)    | Lidón Muñoz C. N. Sant Andreu 55,23           | Juliette Dumont · Bélgica · 55,87                                  | Marta González C. N. Sant Andreu 56,33         |
| 200 m libre (09.04)    | Valentine Dumont · Bélgica · 1:59,98          | Melani Costa C. N. Terrassa 2:00,39                                | Júlia Pujadas C. N. Sant Andreu 2:01,06        |
| 400 m libre (07.04)    | Mireia Belmonte UCAM C. N. Fuensanta 4:09,56  | Melani Costa C. N. Terrassa 4:12,52                                | Anja Crevar Club Dinamo 4:13,46                |
| 800 m libre (06.04)    | Mireia Belmonte UCAM C. N. Fuensanta 8:32,29  | Jimena Pérez C. D. Gredos San Diego 8:35,62                        | María de Valdés C. N. Liceo 8:43,68            |
| 1500 m libre (08.04)   | Mireia Belmonte UCAM C. N. Fuensanta 16:13,20 | Jimena Pérez C. D. Gredos San Diego 16:19,32                       | María de Valdés C. N. Liceo 16:38,19           |
| 50 m espalda (08.04)   | Paloma de Bordóns C. N. Bahía de Cádiz 28,67  | Paula Rodríguez Real Canoe N. C. 28,98                             | Tamara Frías R. C. Náutico de Motril 29,07     |
| 100 m espalda (10.04)  | África Zamorano C. N. Sant Andreu 1:01,74     | Paloma de Bordóns C. N. Bahía de Cádiz 1:01,77                     | Paula Rodríguez Real Canoe N. C. 1:01,83       |
| 200 m espalda (07.04)  | África Zamorano C. N. Sant Andreu 2:09,63     | Cristina García C. N. Terrassa 2:13,09                             | Tamara Frías R. C. Náutico de Motril 2:14,35   |
| 50 m braza (06.04)     | Fanny Lecluyse · Bélgica · 31,47              | Jessica Vall C. N. Sant Andreu 31,50                               | Florine Gaspard · Bélgica · 31,94              |
| 100 m braza (10.04)    | Jessica Vall C. N. Sant Andreu 1:08,47        | Marina García C. N. Sabadell 1:08,66                               | Fanny Lecluyse · Bélgica · 1:08,81             |
| 200 m braza (08.04)    | Marina García C. N. Sabadell 2:25,35          | Fanny Lecluyse · Bélgica · 2:27,17                                 | Jessica Vall C. N. Sant Andreu 2:28,49         |
| 50 m mariposa (10.04)  | Judit Ignacio C. N. Sabadell 27,27            | Lidón Muñoz C. N. Sant Andreu 27,45                                | Aina Hierro C. N. Palma 27,50                  |
| 100 m mariposa (09.04) | Judit Ignacio C. N. Sabadell 59,92            | Aina Hierro C. N. Palma 1:00,39                                    | Lidia Huete C. N. Olot 1:01,30                 |
| 200 m mariposa (07.04) | Mireia Belmonte UCAM C. N. Fuensanta 2:11,05  | Júlia Pujadas C. N. Sant Andreu 2:12,73                            | María Claro C. N. Mairena del Aljarafe 2:13,44 |
| 200 m estilos (09.04)  | Mireia Belmonte UCAM C. N. Fuensanta 2:14,41  | Catalina Corró C. N. Sabadell Alba Vázquez C. N. Colombino 2:15,93 | —                                              |
| 400 m estilos (10.04)  | Mireia Belmonte UCAM C. N. Fuensanta 4:36,09  | Anja Crevar Club Dinamo 4:38,72 RN                                 | Jimena Pérez C. D. Gredos San Diego 4:42,32    |